# Ю Сын Мин
Ю Сын Мин (кор. 유승민?, 柳承敏?, род. 5 августа 1982) — южнокорейский игрок в настольный теннис, чемпион Олимпийских и Азиатских игр, призёр чемпионатов и кубков мира.

## Биография

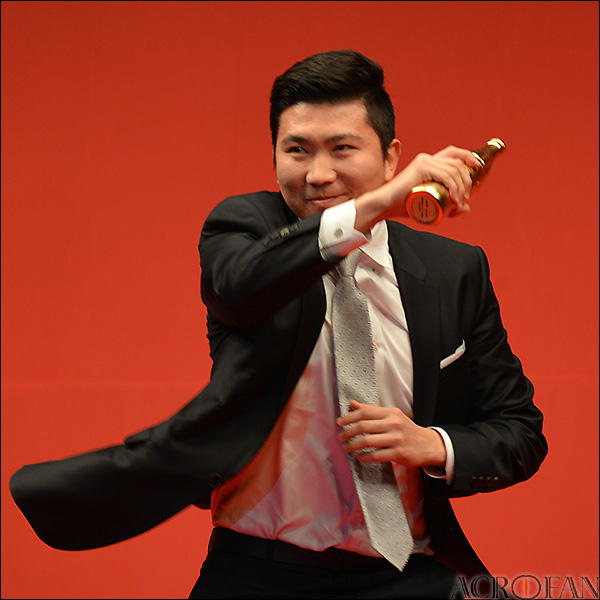
2015 год

Родился в 1982 году в Сеуле. В 2000 году принял участие в Олимпийских играх в Сиднее, но медалей не завоевал. В 2001 году стал обладателем бронзовой медали чемпионата мира. В 2002 году стал чемпионом Азиатских игр. В 2004 году стал чемпионом Олимпийских игр в Афинах и вновь завоевал бронзовую медаль чемпионата мира.
В сентябре 2004 года занимал наивысшую в своей карьере позицию в мировом рейтинге ITTF — был вторым в мире.
В 2006 году завоевал серебряную и бронзовую медали Азиатских игр, а также серебряную медаль чемпионата мира. В 2007 году стал обладателем бронзовой медали чемпионата мира. В 2008 году стал обладателем бронзовой медали Олимпийских игр в Пекине, а на чемпионате мира завоевал серебряную медаль. В 2010 году стал обладателем бронзовой медали чемпионата мира. В 2012 году стал обладателем серебряной медали Олимпийских игр в Лондоне, а на чемпионате мира завоевал бронзовую медаль.
Летом 2016 года во время летних Олимпийских игр в Рио-де-Жанейро Ю Сын Мин был выбран в комиссию спортсменов МОК, срок его полномочий в этой комиссии составит 8 лет. Во время выборов на четыре освободившихся места в комиссии МОК претендовали 24 атлета, из них — 15 олимпийских медалистов. Ю Сын Мин набрал 1544 голосов и занял второе место вслед за фехтовальщицей Бриттой Хайдеман (Германия, 1603 голоса). Кроме него в комиссию во время этих выборов прошли пловец Даниэль Дьюрта (Венгрия, 1469 голосов) и Елена Исинбаева (1365 голосов).

## Стиль
Ю Сын Мин держит ракетку азиатской хваткой (пером) в японском варианте техники, что является редкостью для спортсменов мирового уровня за последние десятилетия. Ю Сын Мин не использует оборотную сторону своей ракетки, и на ней нет накладки — в отличие от других спортсменов играющих пером на мировом уровне, таких как Ван Хао и Сюй Синь.